# Kaudalanästhesie
Die Kaudalanästhesie (Kaudalblockade, kaudale Periduralanästhesie, Sakralanästhesie, transsakrale Anästhesie, sakral-intervertebrale Epiduralanästhesie) ist ein seit Beginn des 20. Jahrhunderts durchgeführtes Regionalanästhesie-Verfahren. Dabei erfolgt eine Injektion in den Wirbelkanal im Kreuzbein. Die Kaudalanästhesie ist eine spezielle Form der Periduralanästhesie, die vor allem bei Kindern durchgeführt wird, weil bei diesen das Rückenmark und der Durasack noch weiter nach unten reichen. Auch in der Tiermedizin findet das Verfahren vor allem im Rahmen der Geburtshilfe Anwendung.

## Durchführung
Bei der Kaudalblockade wird, eventuell auch unter sonografischer Kontrolle, in der Regel in Sedierung oder nach Narkoseeinleitung der Hiatus sacralis des Kreuzbeins punktiert. Als Landmarke dienen die Überreste der Dornfortsätze des Kreuzbeins (Cornua sacralia), die über 90 % der Fälle tastbar sind. Anschließend wird in den Epiduralraum des Wirbelkanals ein langwirksames Lokalanästhetikum (Ropivacain, Bupivacain) injiziert. Dieses verteilt sich nach oben an die angrenzenden Strukturen der unteren Lendenwirbelsäule und wirkt dort schmerzlindernd.
Bei Tieren wird ein Lokalanästhetikum ohne bildgebende Kontrolle in den Zwischenwirbelspalt zwischen Kreuzbein und erstem Schwanzwirbel oder zwischen erstem und zweitem Schwanzwirbel injiziert.

## Anwendungsgebiete
Bei Kindern kann die Kaudalblockade zur Regionalanästhesie für operative Eingriffe unterhalb des Bauchnabels verwendet werden. Typische Indikationen sind Korrekturen der Hypospadie, Leistenhernien, Orchidopexie oder Klumpfußkorrektur. Dabei kommt sie in der Regel in Kombination mit einer Vollnarkose zum Einsatz (Kombinationsanästhesie), da die Anlage beim wachen Kind oft nicht toleriert wird. Meist wird eine single-shot-Injektion ohne die Einlage eines Katheters durchgeführt. Die postoperative Wirkdauer ist umso kürzer, je jünger das Kind ist.
Beim Erwachsenen wird eine Kaudalanästhesie vor allem bei chronischen Nervenwurzelschmerz, Kokzygodynie und chronischen Unterbauchschmerz durchgeführt.
Bei Tieren findet das Verfahren vor allem bei Schwergeburten im Rahmen der Geburtshilfe Einsatz. Sie ermöglicht Eingriffe an Schwanz, Vulva, Vagina und Perineum, wobei die Stehfähigkeit erhalten bleibt, was insbesondere bei Großtieren von Vorteil ist.

## Nebenwirkungen
Die Kaudalanästhesie hat nur selten Nebenwirkungen. Möglich ist eine Überdosierung der Medikamente, wodurch Kreislaufschwankungen, Bewusstseinstrübungen und Krampfanfälle auftreten können. Nadelfehllagen in Gefäßen oder im Liquorraum sind möglich, wodurch eine totale Spinalanästhesie ausgelöst werden kann. Diese Fehllagen werden durch Aspiration mit der Spritze und die Injektion einer kleinen Testdosis weitgehend ausgeschlossen. Nervenschäden an der Injektionsstelle sind in der Fachliteratur trotz des weit verbreiteten Einsatzes bisher nicht beschrieben. Schwerwiegende, wenn auch extrem seltene Probleme sind vasovagale Synkopen, Infarkte im Gehirn oder Rückenmark (vor allem bei Injektion kristalloider Corticosteroide), Hämatome, Para- und Tetraparesen, Cauda-equina-Syndrom und Infektionen.

## Geschichte
Erstmals berichtete 1901 Ferdinand Cathelin über die Injektion des Lokalanästhetikums Kokain über den Hiatus sacralis in den Periduralraum, was als von Arthur Läwen um 1910 eingeführte Sakralanästhesie nach der Entdeckung des Procains ein Routineverfahren in der Chirurgie wurde. Die ersten klinischen Berichte über das Verfahren publizierten der Amerikaner B. Lewis und seine Mitarbeiter 1916.